# レーシングカーデザイナー
レーシングカーデザイナーはレーシングカーの設計・デザインをおこなうデザイナーもしくは設計者。エアロダイナミクスなどの空力やサスペンションやボディー剛性・軽量化のエンジニアリングの知識を持った上で車両をデザインする。モータースポーツ・自動車レースなどで扱うレーシングカーを造る技術者・技術責任者。